# 克韋多縣

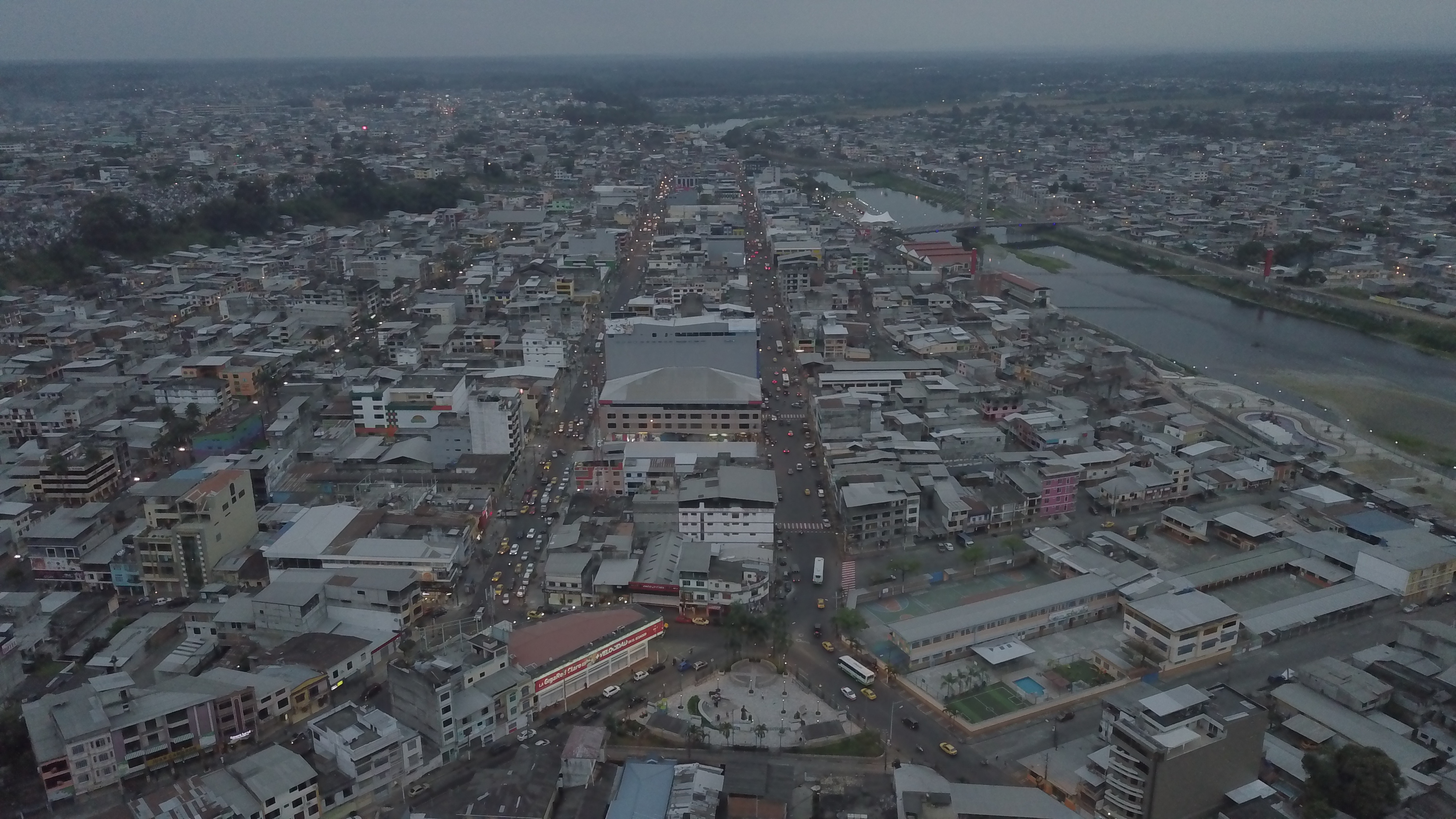
克韋多縣俯瞰圖

1°2′S 79°27′W / 1.033°S 79.450°W
克韋多縣（西班牙語：Cantón Quevedo），是厄瓜多爾的縣份，位於該國中西部，由洛斯里奧斯省負責管轄，始建於1943年10月7日，面積303平方公里，海拔高度100米，2010年人口173,575，人口密度每平方公里572.85人。